# Ужанский национальный природный парк
Ужанский национальный природный парк (укр. Ужанський національний природний парк) — национальный парк на Украине, в пределах Украинских Карпат. Создан в сентябре 1999 года на основе природозаповедных объектов, которые существовали в верховьях реки Уж в начале XX века. В частности, еще во времена Австро-Венгрии в 1908 году с целью охраны лесов здесь были созданы резерваты «Стужица» и «Тихий», которые получили свои названия от ближайших населенных пунктов сел Стужица и Тихий.

## Расположение
Национальный парк расположен на северо-западе Закарпатской области и является составной частью первого в мире трехстороннего украинско-польско-словацкого международного биосферного резервата «Восточные Карпаты», который включен во Всемирную сеть биосферных резерватов ЮНЕСКО. Ужанский национальный природный парк состоит из пяти природоохранных научно-исследовательских отделений и сегодня занимает площадь 39159 га, в том числе 14,9 тыс. га удаленной территории.

## Биота
Благодаря своеобразию природных ландшафтов, уникальности пралисових экосистем, богатству флоры и фауны, достопримечательностям культурно-исторического наследия, парк имеет важное значение для сохранения этих ценностей. По последним данным, на территории парка растет 863 видов высших сосудистых растений, 312 лишайников, 143 мохообразных, 55 высших грибов, 164 водорослей. Сегодня здесь зарегистрировано 80 видов сосудистых растений, занесенных в Красную книгу Закарпатья, 43 вида включены в Красную книгу Украины, 2 вида — в Международный Красный список. Описаны 231 вид животных, из которых 30 занесены в Красную книгу Украины и 12 видов — в Международный Красный список.
Более 3 тыс. га буково — пихтово — яворовых лесов парка, в июле 2007 года включение в Список всемирного природного наследия.
На территории парка расположены целый ряд памятников неживой природы. Возле села Княгиня есть карстовые пещеры, а также место падения крупнейшего в Европе Княгинянського метеорита, обломки которого хранятся в музеях Вены, Москвы и других городов мира. 9 июня 1866, преодолев в атмосфере расстояние 200 км, на высоте 40 км от Земли взорвался, и каменным дождем упал на Землю. Самый большой обломок весом 279 кг был найден в урочище «Черные млаки», куда проложен одноименный экологический маршрут.

## Достопримечательности неживой природы и памятники культуры
Из памятников культуры необходимо отметить деревянные церкви, которые принадлежат к шедеврам народного искусства края и взяты под охрану государства. На территории парка их 6. Также на территории парка есть более 15 минеральных источников.

## Научная работа и рекреация
Для выполнения научных и природоохранных функций в парке создан научный отдел, отдел рекреации, пропаганды и экообразования, отдел охраны, воспроизводства и рационального использования природных ресурсов.
Научно-исследовательские работы проводятся в направлении изучения видового состава основных растительных ценозов, качественного и количественного состава фауны.
Рекреационная деятельность направлена на создание условий для развития туризма. Для этого оборудован целый ряд мест отдыха, разработано 17 экологически познавательных маршрутов. Регулярно проводятся природоохранные акции с учащимися местных школ, участие в выставках разных уровней, выдаются открытки, вестники экопросветительского направления, путеводители и буклеты.

## Галерея

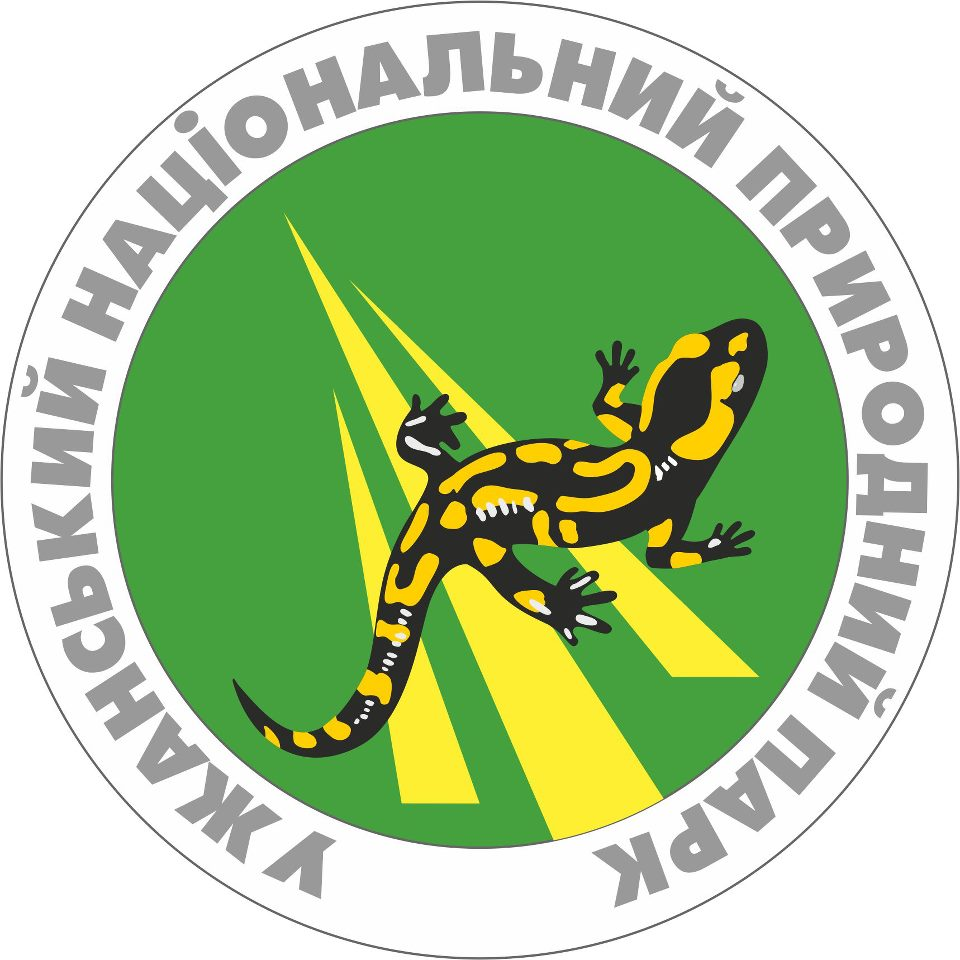
Логотип парка
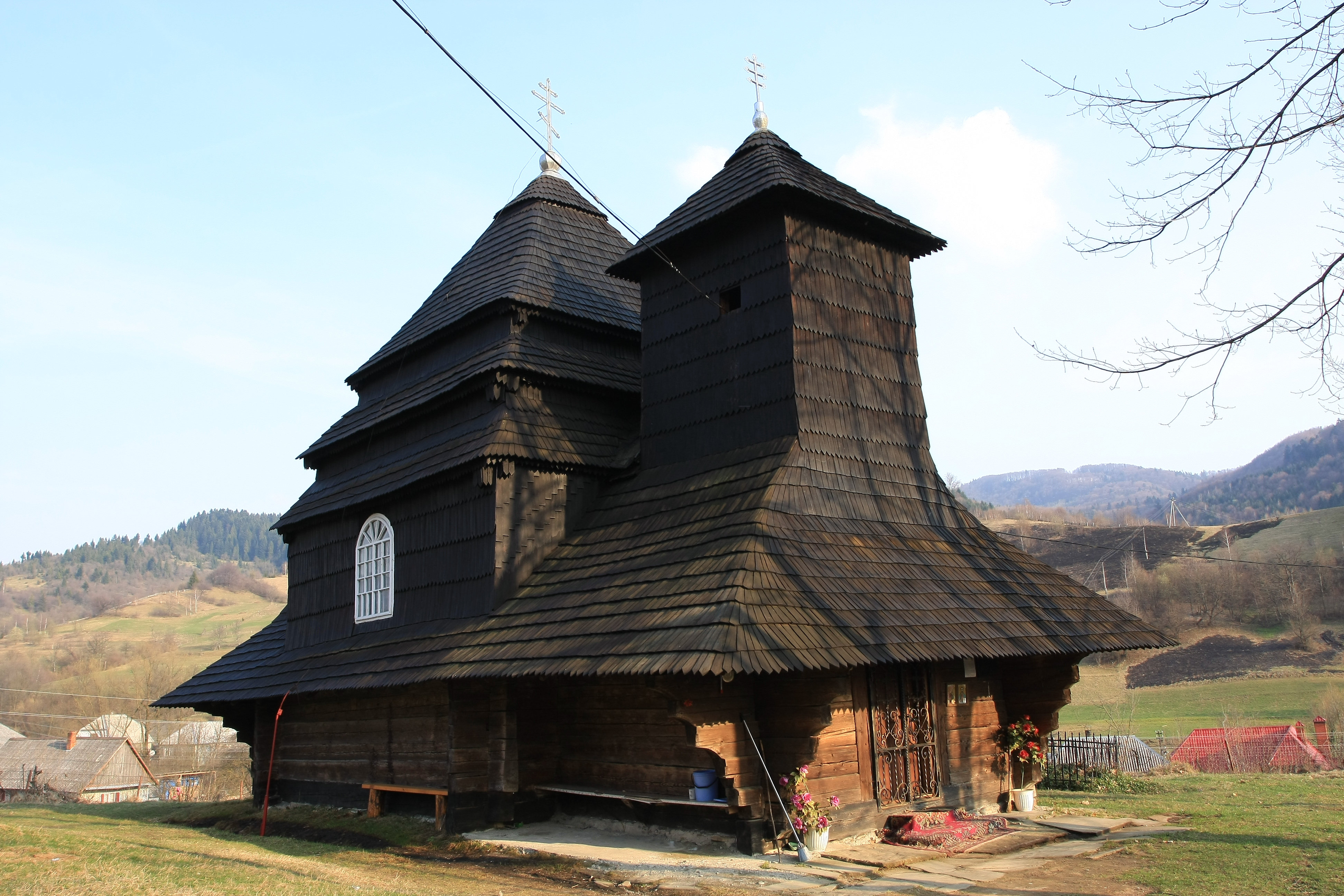
Деревянная церковь в селе Старая Стружица
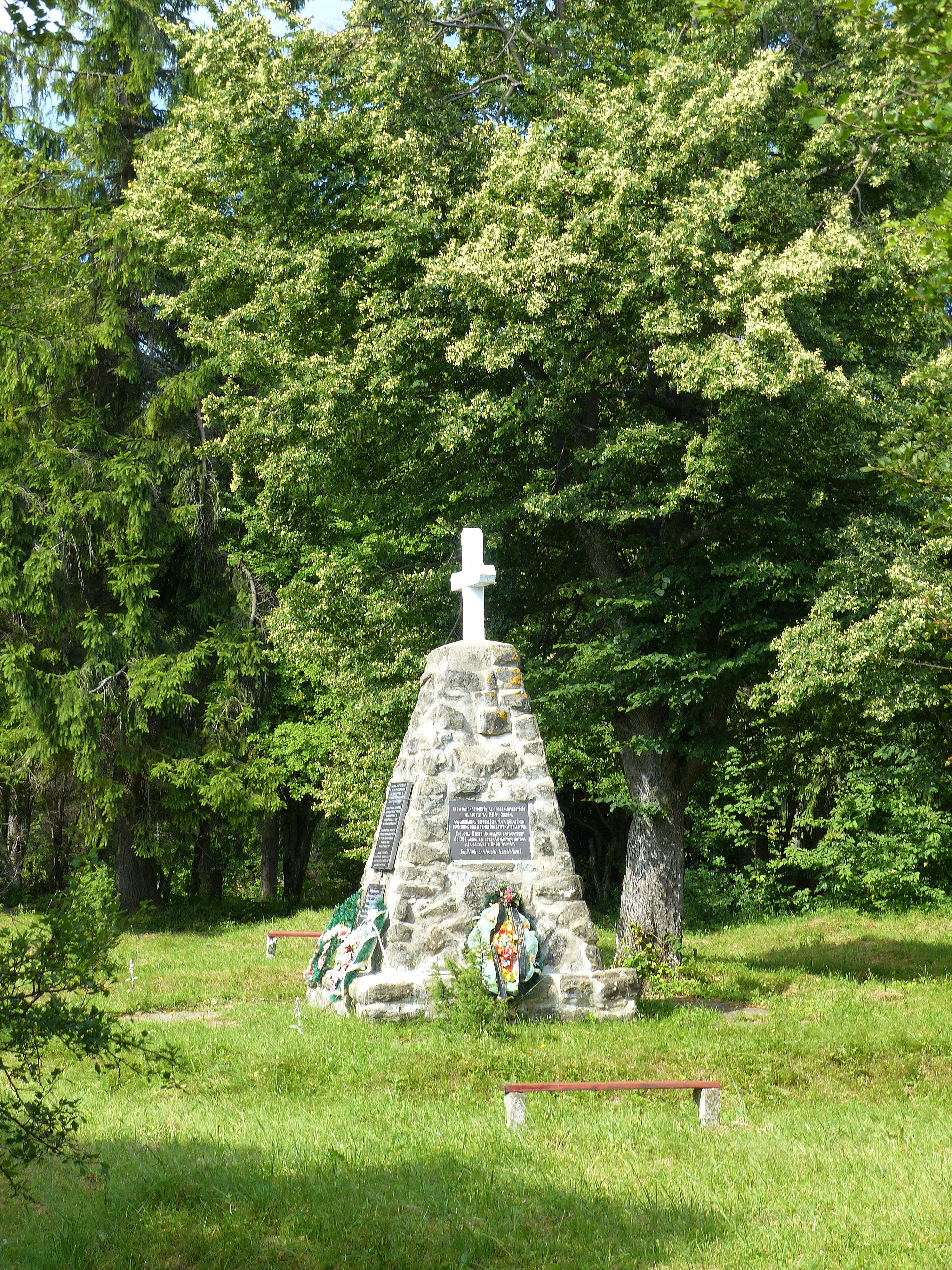
Обелиск погибшим в 1914 г.
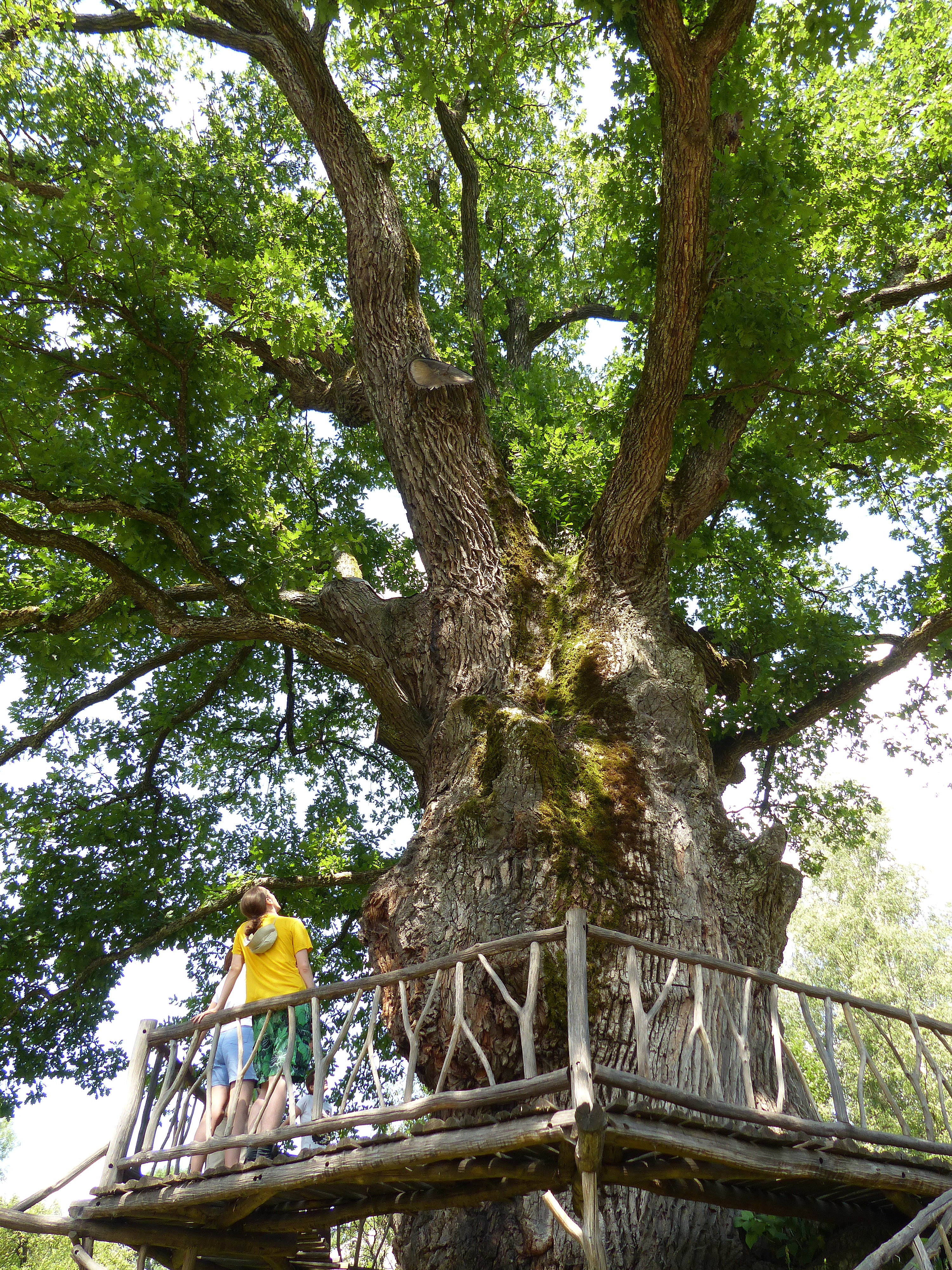
Около дуба Дед
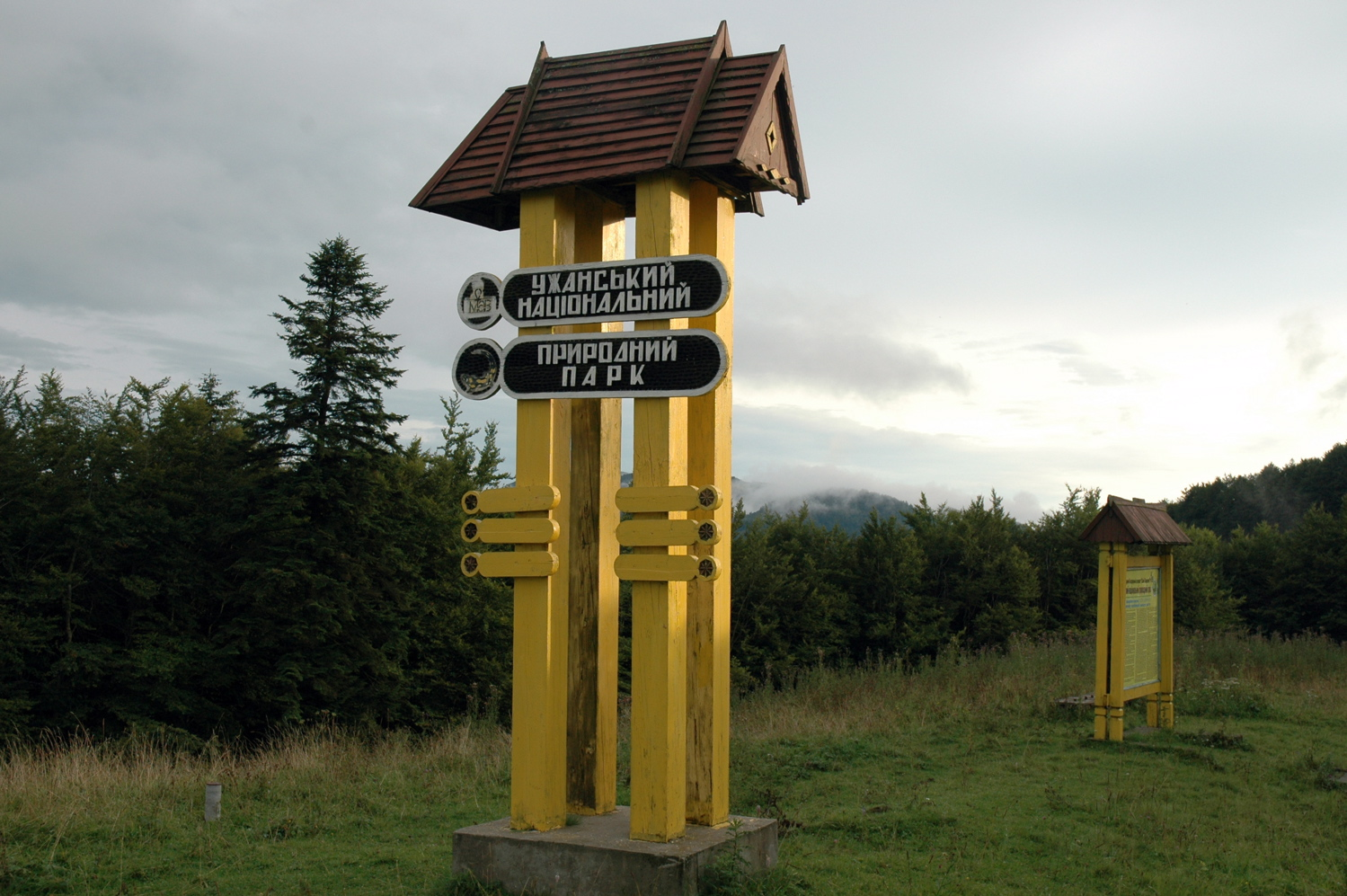
Информационный знак на Ужоцком перевале
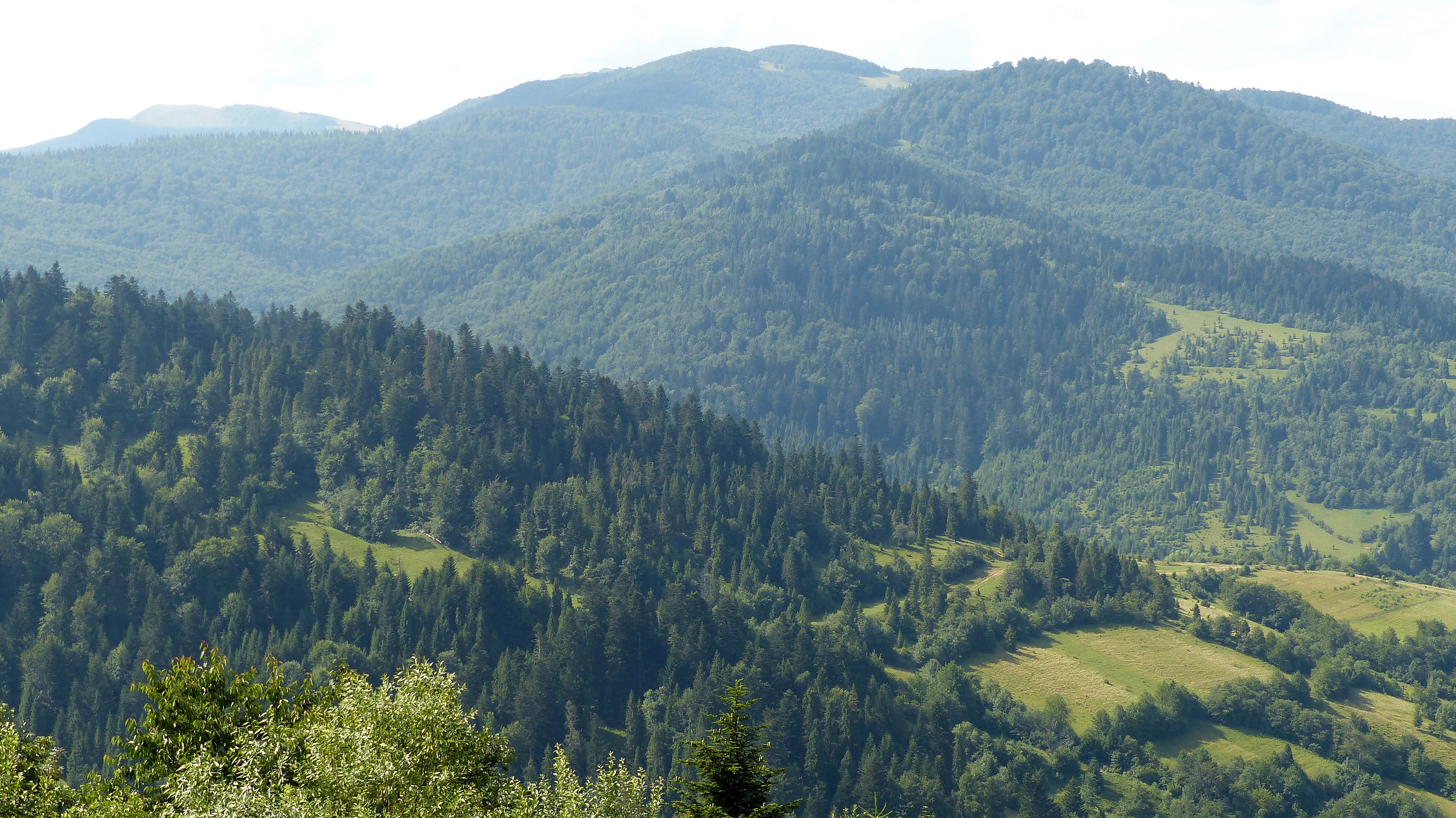
Панорама парка
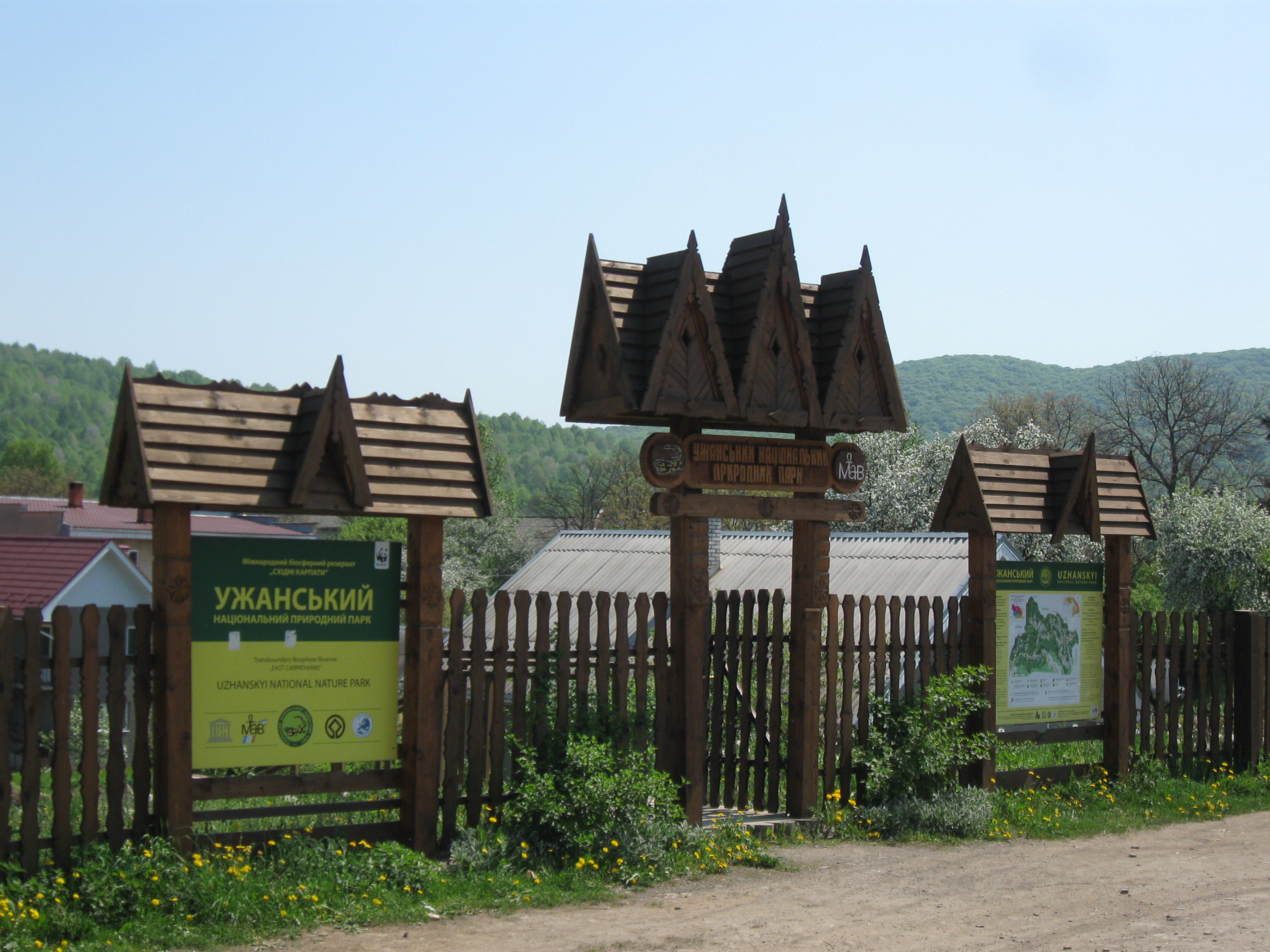
Вход к административным зданиям